# أبو الحصى
أبو الحصى هي قرية تبعد عن الهفوف بحوالي 17 كيلا ، عدد سكانها التقريبي 400 نسمة ، وأغلب نشاطهم في الزراعة. بها خدمات ماء وكهرباء ، وبها 54 منزلاً ، وهي تستفيد من مجمع بلدة العمران. قدر منازلها فيدال عام 1952م بنحو 56 منزلاً. يقطنها نحو 250 نسمة.